# François Lovis
François Lovis (geb. 19. Juli 1817 in La Racine; gest. 22. Januar 1890 in Sitten) war ein Schweizer Jesuit, der sich als Berater seines Bischofs auch als Architekt betätigte.

## Leben und Wirken
Lovis trat Oktober 1838 in Avignon als Novize in den Jesuitenorden ein. Studien in Theologie, Rhetorik und Philosophie belegte er 1840 bis 1847 am Kollegium St. Michael in Freiburg, das die Jesuiten nach der Niederlage Freiburgs im Sonderbundskrieg verlassen mussten. Er ging daher nach Savoyen, seine Priesterweihe erhielt er 1848 in Chambéry. Anschliessend absolvierte er 1848 bis 1851 ein Theologiestudium in Belgien (Löwen, Drongen) und lehrte dann zunächst in Brüssel und in Löwen, bevor er 1855 nach Deutschland ging und in Paderborn unterrichtete.
Es folgten verschiedene Funktionen in Münster und Maria Laach, wo er Rektor des Kollegiums war. 1869 kehrte er nach Löwen zurück und übernahm dann das Rektorat in Mons. Anschliessend erhielt er einen Ruf des Bischofs Pierre-Joseph de Preux nach Sitten, wo er seine letzten zwanzig Lebensjahre verbrachte. Hier lehrte er als Moraltheologe, dann als Professor für Dogmenlehre und exakte Wissenschaften. 1873 sagte er sich von den Jesuiten los, um trotz des Kulturkampfes in der Schweiz bleiben zu können. In Sitten war er in seiner Funktion als Berater des Bischofs auch als Architekt tätig.

## Bauwerke (Auswahl)
- Bischöfliches Seminar, Sitten 1874.
- Pfarrkirche, Bürchen 1879.